# Борки (Чувашия)
Борки́ (чув. Борки) — посёлок Алатырского района Чувашской Республики. Относится к Алтышевскому сельскому поселению.

## География
Посёлок расположен в 4 км к востоку от районного центра, Алатыря. Ближайшая железнодорожная станция Алатырь там же. Посёлок расположен на правом берегу реки Бездна. Расстояние до центра поселения — 14,5 км по автодорогам на северо-восток.

## История
Впервые упоминается в 1863 году как деревня Борковские Выселки. Основана выходцами из сёл Кученяево, Алово, Дубенки, Копасово, Хмелёвка.
С 1910 года — посёлок Борки. Согласно подворной переписи 1911 года, в посёлке Борки проживало 27 семей. Все хозяйства арендовали землю: пашню, а также покос; всем миром арендовали выгонные земли. Имелось 25 взрослых лошадей и 8 жеребят, 24 коровы и 12 телят (а также 5 единиц прочего КРС), 69 овец и коз, 3 свиньи и 4 улья пчёл. Почва преобладала песчаная, сеяли озимую рожь и яровые овёс, пшеницу и лён и сажали картофель. Почти все хозяйства были мелкими (до 4 десятин). Из сельскохозяйственных орудий имелось 3 плуга. 40 мужчин занимались лесными работами, 8 были чернорабочими, трое — плотниками, ещё 8 человек занимались другими промыслами.
В 1930 году создан колхоз «Красный партизан», существовавший до 1951 года.

### Административная принадлежность
До 1927 года посёлок относился к Алатырской волости Алатырского уезда Симбирской губернии, позже — к Засурско-Безднинскому (Засурскому в 1935—1939 годах) сельсовету Алатырского района, включённого в 2004 году в Алтышевское сельское поселение.

## Население
| 2010 | 2012 |
| ---- | ---- |
| 87   | ↗100 |

Число дворов и жителей:
- 1897 год — 18 дворов, 66 мужчин, 61 женщина.
- 1911 год — 27 хозяйств, 220 человек (103 мужчины, 117 женщин), из них 23 грамотных и учащихся[4].
- 1926 год — 49 дворов, 122 мужчины, 115 женщин.
- 1939 год — 65 хозяйств[3], 143 мужчины, 159 женщин.
- 1979 год — 92 мужчины, 138 женщин.
- 2002 год — 60 дворов, 122 человека: 53 мужчины, 69 женщин, русские (61 %) и мордва (38 %)[7].
- 2010 год — 47 частных домохозяйств, 87 человек: 34 мужчины, 53 женщины[2].